# Sklapovačka
Sklapovačka nebo také sed-leh je břišní vytrvalostní cvičení na posílení a tónování břišních svalů. Posiluje se i přímý sval stehenní, napínač povázky stehenní, sval hřebenový a vnější hlava čtyřhlavého svalu stehenního. Dále se aktivuje trojhlavý sval pažní, zadní hlava deltového svalu a hluboký sval pažní.
I přes občasnou kritiku cviku z důvodu možného zranění nebo neefektivity některých provedení jde o jeden z nejrozšířenějších cviků.

## Provedení
V základní pozici cvičenec leží na podložce s rukama a nohama nataženými od sebe nebo s rukama na prsou:
- při verzi s rukama na prsou se najednou pokrčením nohou a narovnáním trupu cvičenec dotkne rukama kotníků,
- při verzi s nataženýma rukama nohy zůstanou natažené a prací břicha se dotknou ruce kotníků nad hlavou cvičence.

Poté se cvičenec natáhne do původní pozice.